# Dianalöpning
Dianalöpning, eller 1000 Guineas, är en klassisk löpning inom galoppsporten. Loppet gick tidigare på Täby Galopp och har fortsatt på Bro Park. Loppet avgörs i början av sommaren varje år, är öppet för treåriga ston och rids över 1600 m gräsbana.